# Кенаса (Тракай)
Тракайська кенаса — один з двох діючих в Литві караїмських храмів, розташований в місті Тракай по вулиці Караїмській, 30. Взимку богослужіння через холоднечу проводяться в музеї караїмів, що розташований поблизу.

## Історія
Побудована вона була у XVIII столітті в центрі району, здавна відомому як «Караїмщизна». Кілька разів дерев'яна будівля була знищена, зокрема, під час пожеж в 1794 і 1812 роках, але кожен раз відновлювалася членами громади. У 1894–1904 роках в будівлі пройшов капітальний ремонт. Після закінчення Другої Світової війни Тракайська кенаса кілька років була єдиним діючим караїмським храмом в Європі. Нещодавно в кенасі був проведений ще один капітальний ремонт.
Будівля Тракайської кенаси в плані — квадратна. Дах кенаси вінчає чотиригранна башточка. Всередині кенаса ділиться на три частини: головний зал для чоловіків, невелика вітальня і галерея для жінок, підтримувана чотирма колонами. Біля східної стіни знаходиться вівтар («г'єхал»).

## Караїми та Тракай
У Тракаї за часів Вітаутаса Великого облаштувалося близько 380 сімей караїмів, яких князь переселив з Криму. Пізніше селища караїмів з'явилися в Біржай, Науяместісе, Паневежисі, Пасваліс, Упіте, Вільнюсі. Караїми Литви становили окрему громаду — джімат, її адміністративним і духовним центром було місто Тракай. Згідно з привілеєм великого князя Казимира (від 1441 р.) місто отримало право самоврядування — Магдебурзьке право. До 1795 р. караїми Литви підпорядковувалися Тракайському війтові.

## Галерея
|  |  |